# Kiss Daisy
Kiss Daisy (Budapest, 1955. október 2. – 2012. április 18.) magyar ügyvéd.

## Életpályája
1970–1974 között a Bartók Béla Zeneművészeti Szakközépiskolában tanult. 1980-ban szerzett jogi diplomát az Eötvös Loránd Tudományegyetemen. 1983. június 2-án bírói szakvizsgát tett; ezután a Pesti Központi Kerületi Bíróságon a polgári ügyszakban előbb beosztott, 1987-től csoportvezető-helyettes bíróként dolgozott. 1985–2012 között az ELTE Állam- és Jogtudományi Karának oktatója volt. 1990 novemberétől tanácsosként dolgozott az Alkotmánybíróságon. 1992. március 15-től a Köztársasági Elnöki Hivatal alkotmányügyi-, és törvény-előkészítési főosztályának vezetője volt. 1996–2000 között – amikor főállású ügyvéd lett – állandó tanácsadója maradt a köztársasági elnöknek. 1999–2000 között a Magyar Nemzeti Bank elnökének jogi tanácsadója volt. 2000–2009 között tagja volt az Állami Számvevőszék elnöke mellett működő tanácsadó testületnek. 2002-től a Civilisztikai Műhelyt irányította a Bibó István Szakkollégiumban. 2002-ben a Budapesti Ügyvédi Kamara elnökségi tagja, majd titkára volt. 2003–2005 között Holló András elnök főtanácsadója volt. 2006-tól a Magyar Ügyvédi Kamara titkáraként és teljes ülésének tagjaként dolgozott. 2010-ben újból a Magyar Ügyvédi Kamara teljes ülésének tagjává választották, illetve megválasztották a Magyar Ügyvédi Kamara főtitkárának is.
Temetése a Fiumei úti sírkertben történt.

## Művei
- Polgári jogi, családjogi és polgári eljárásjogi iratmintatár (1997)
- A polgári perrendtartás magyarázata I-II. (2007)
- A különleges perek - Kérdések és válaszok a Polgári perrendtartás Különös Részéből (2007)
- Per vagy nem per? - Kérdések és válaszok a polgári nemperes eljárások témaköréből (2008)
- A polgári per titkai (2016)

## Díjai, kitüntetései
- az ELTE tiszteletbeli tanára cím (2002)
- A Magyar Érdemrend lovagkeresztje (polgári tagozat) (2007)[2]
- Eötvös Károly-díj (2010)
- Deák Ferenc-díj (2011)